# Selezioni giovanili della nazionale femminile di pallacanestro del Belgio
Le selezioni giovanili della nazionale femminile di pallacanestro del Belgio sono gestite dalla Federazione cestistica del Belgio e partecipano ai tornei cestistici internazionali femminili per squadre nazionali, limitatamente a specifiche classi d'età.

## Under-21
Rappresenta le migliori giocatrici di nazionalità belga di età non superiore ai 21 anni. Partecipa a tutte le manifestazioni internazionali giovanili di pallacanestro per nazioni gestite dalla FIBA.

### Partecipazioni
Mondiali Under-21
- 2007 - 5°

### Formazioni
Belgio under 21 - Campionato mondiale femminile di pallacanestro Under-21 20074 Mayombo, 5 Carpréaux, 6 Hendrickx, 7 Vandesteene, 8 Kara, 9 Lauwers, 10 Michiels, 11 Leemans, 12 Raman, 13 Malfait, 14 Comans, 15 Bas,        All. -

## Under-20
Rappresenta le migliori giocatrici di nazionalità belga di età non superiore ai 20 anni. Partecipa a tutte le manifestazioni internazionali giovanili di pallacanestro per nazioni gestite dalla FIBA.
Nel corso degli anni questa selezione ha subito alcuni cambiamenti nel nome, dovuti agli adeguamenti nelle normative della FIBA in fatto di classificazione delle categorie giovanili.
Agli inizi la denominazione originaria era Nazionale Juniores, in quanto la FIBA classificava le fasce di età sotto i 22 anni con la denominazione "juniores". In seguito, denominazione e fasce di età sono state equiparate, divenendo Nazionale Under 22. Dal 2000, la FIBA ha modificato nuovamente il tutto, equiparando sotto la dicitura "under 20" sia denominazione che fasce di età. Da allora la selezione ha preso il nome attuale.

### Partecipazioni
FIBA EuroBasket Under-20
- 2004 - 10°
- 2005 - 14º
- 2006 - 5°

- 2007 - 5°
- 2008 - 15°
- 2014 - 13°

- 2015 - 11°
- 2016 - 5°
- 2017 - 7°

- 2018 - 10°
- 2019 - 4°
- 2022 - 13°

- 2023 - 15°

## Under-19
Rappresenta le migliori giocatrici di nazionalità belga di età non superiore ai 19 anni. Partecipa a tutte le manifestazioni internazionali giovanili di pallacanestro per nazioni gestite dalla FIBA.

### Partecipazioni
Mondiali Under-19
- 2015 - 6°
- 2019 - 4°

### Formazioni
Belgio under 19 - Campionato mondiale femminile di pallacanestro Under-19 20154 Ramette, 5 Allemand, 6 Ouahabi, 7 Devliegher, 8 Mense, 9 Resimont, 10 Maesschalck, 11 Bastiaenssen, 12 Nauwelaers, 13 Henket, 14 Mpoyi Wa Mpoyi, 15 Geldof,        All. Arvid Diels
 Belgio under 19 - Campionato mondiale femminile di pallacanestro Under-19 20194 Leblon, 5 Dits, 6 Van Buggenhout, 7 Hambursin, 8 Peeters, 9 Vervaet, 10 Heemels, 11 Be. Massey, 12 Bi. Massey, 13 Lisowa-Mbaka, 14 Kapenga, 15 Van Den Stock,        All. Arvid Diels

## Under-18
Rappresenta le migliori giocatrici di nazionalità belga di età non superiore ai 18 anni. Partecipa a tutte le manifestazioni internazionali giovanili di pallacanestro per nazioni gestite dalla FIBA.
Nel corso degli anni questa selezione ha subito alcuni cambiamenti nel nome, dovuti agli adeguamenti nelle normative della FIBA in fatto di classificazione delle categorie giovanili.
Agli inizi la denominazione originaria era Nazionale Cadette, in quanto la FIBA classificava le fasce di età sotto i 18 anni con la denominazione "cadette". In seguito, denominazione e fasce di età sono state equiparate, divenendo Nazionale Under 18. Da allora la selezione ha preso il nome attuale.

Vanta 21 presenze agli Europei di Division A.

### Partecipazioni
Division A
- 1967 - 12°
- 1971 - 9º
- 1973 - 12°
- 1979 - 12°
- 1983 - 12°

- 1988 - 7°
- 1994 - 11°
- 2005 - 11°
- 2006 - 15°
- 2009 - 11°

- 2010 - 13°
- 2011 -  1°
- 2012 - 15°
- 2014 - 5°
- 2015 - 7°

- 2016 - 6°
- 2017 -  1°
- 2018 - 5°
- 2019 - 12°
- 2022 - 12°

- 2023 - 9°

Division B
- 2007 - 10°
- 2008 -  2°
- 2013 -  2°

## Under-17
Rappresenta le migliori giocatrici di nazionalità belga di età non superiore ai 17 anni. Partecipa a tutte le manifestazioni internazionali giovanili di pallacanestro per nazioni gestite dalla FIBA. Vanta 3 presenze ai Mondiali Under-17.

### Partecipazioni
- 2010 - 4°
- 2012 - 7°
- 2022 - 13°

## Under-16
Rappresenta le migliori giocatrici di nazionalità belga di età non superiore ai 16 anni. Partecipa a tutte le manifestazioni internazionali giovanili di pallacanestro per nazioni gestite dalla FIBA.
Nel corso degli anni questa selezione ha subito alcuni cambiamenti nel nome, dovuti agli adeguamenti nelle normative della FIBA in fatto di classificazione delle categorie giovanili.
Agli inizi la denominazione originaria era Nazionale Allieve, in quanto la FIBA classificava le fasce di età sotto i 16 anni con la denominazione "allieve". In seguito, denominazione e fasce di età sono state equiparate, divenendo Nazionale Under 16. Da allora la selezione ha preso il nome attuale.

### Partecipazioni
Division A
- 1976 - 13°
- 1978 - 10º
- 1984 - 10°
- 1985 - 10°
- 1993 - 8°
- 1995 -  3°
- 1997 - 10°

- 2004 - 13°
- 2005 - 14°
- 2006 - 13°
- 2007 - 12°
- 2008 - 5°
- 2009 -  2°
- 2010 - 8°

- 2011 -  2°
- 2012 - 4°
- 2013 - 13°
- 2014 - 7°
- 2015 - 14°
- 2018 - 13°
- 2019 - 6°

- 2022 - 7°
- 2023 - 9°

Division B
- 2016 - 9°
- 2017 -  2°